# Haurida kyrka
Haurida kyrka är en kyrkobyggnad som tillhör Haurida-Vireda församling i Linköpings stift. Kyrkan ligger i Haurida i Aneby kommun.

## Kyrkobyggnaden
Träkyrkan uppfördes troligen i slutet av 1200-talet eller i början av 1300-talet. Långhuset och ursprungliga koret är byggda av liggtimmer. Under senmedeltiden tillkom ett rakt avslutat kor av sten i öster och en sakristia av sten norr om koret. Omkring år 1600 revs korvalvet och koret höjdes med några stockvarv liggtimmer. Samtidigt förlängdes kyrkan åt väster. Tornet vid västra sidan byggdes 1664. 1760 höjdes långhusets tak och innerväggarna kläddes in med träpanel. Efter takhöjningen målades innertaket med änglamotiv och bibeltexter. Vid mitten av 1900-talet konstaterades att sågspånsisoleringen mellan timmervägg och väggpanel hade fått rötskador och blivit maskangripen. Syllarna och takstolen var angripna och fick till stor bytas ut. Under 1960-talet monterades kyrkan ned och grunden lades om. Kyrkan byggdes upp igen och fick då sin nuvarande gestalt med rödfärgad spånbeklädnad och tegeltak. Väggförhöjningen från 1760 togs bort och takstolen omdimensionerades för att klara det tunga tegeltaket.

## Inventarier
- Ett triumfkrucifix är från 1300-talet.
- Altartavlan är från 1725.
- Nuvarande dopfunt av trä tillkom vid renoveringen på 1960-talet.
- Predikstolen från 1600-talet är tillverkad av Wernerska verkstaden i Östra Tollstad.
- I tornet hänger två klockor. Storklockan är gjuten 1937 och lillklockan är gjuten 1705.

### Orgel
- 1778 köper man ett positiv till kyrkan av organisten Anders Dahlström. Orgeln har 6 stämmor.[1]
- 1834 byggde Nils Ahlstrand i Norra Solberga en orgel med 8 stämmor.
- 1918 bygger E. A. Setterquist & Son, Örebro, en orgel med 8 stämmor och 2 manualer och pedal. Den omdisponerades 1964.
- 1964 byggde Mårtenssons orgelfabrik i Lund en orgel som är mekanisk med 8 stämmor. Den flyttades hit 1989 från S:t Lars kapell i Eksjö.

| Huvudverk I  | Svällverk II  | Pedal             | Koppel |
| Gedackt 8’   | Spetsgamba 8’ | Gedacktpommer 16’ | I/P    |
| Principal 4’ | Blockflöjt 4’ |                   | II/P   |
| Mixtur II    | Principal 2’  |                   | II/I   |
|              | Quinta 1 1⁄3' |                   |        |

## Bildgalleri

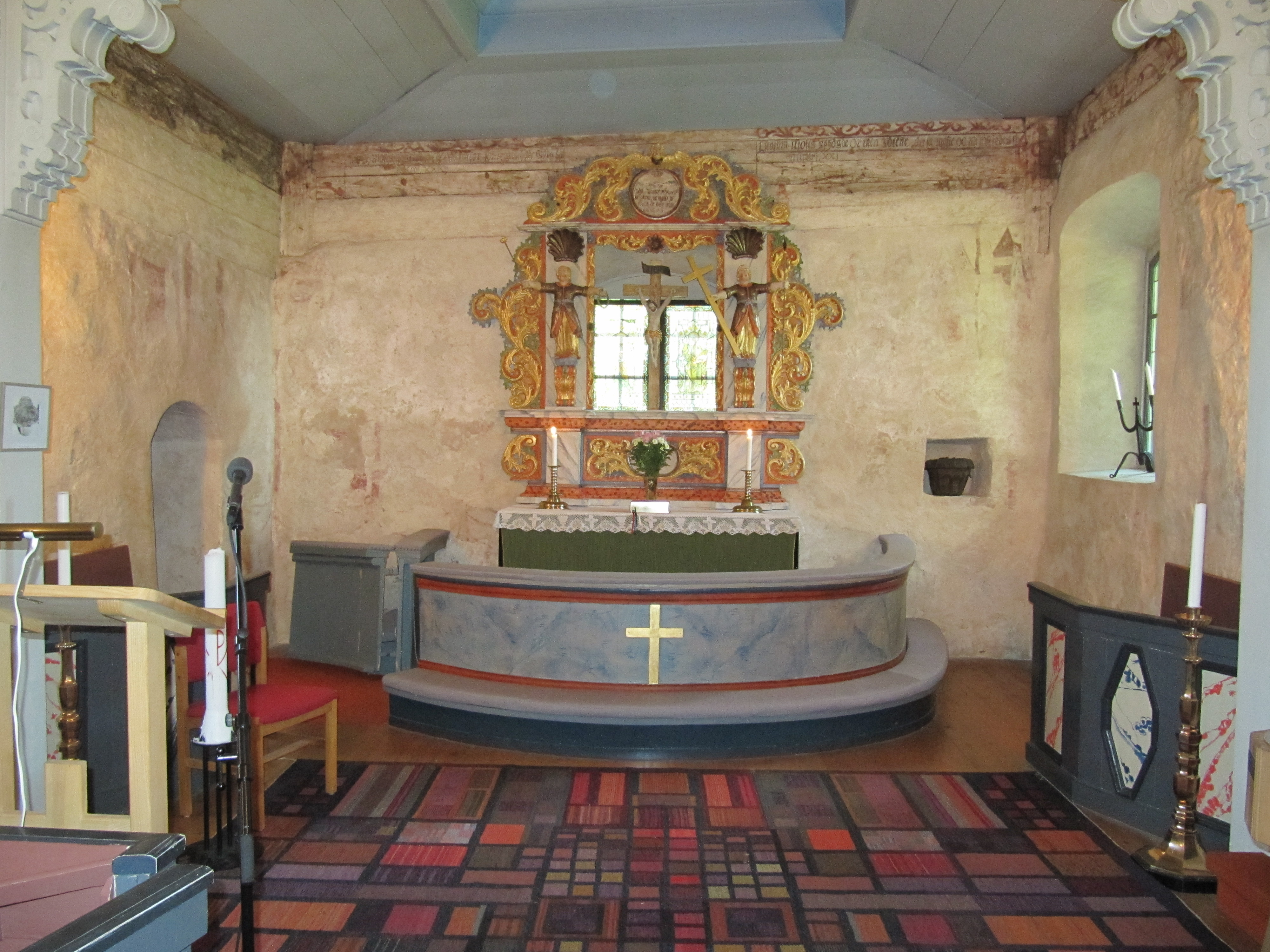
Koret
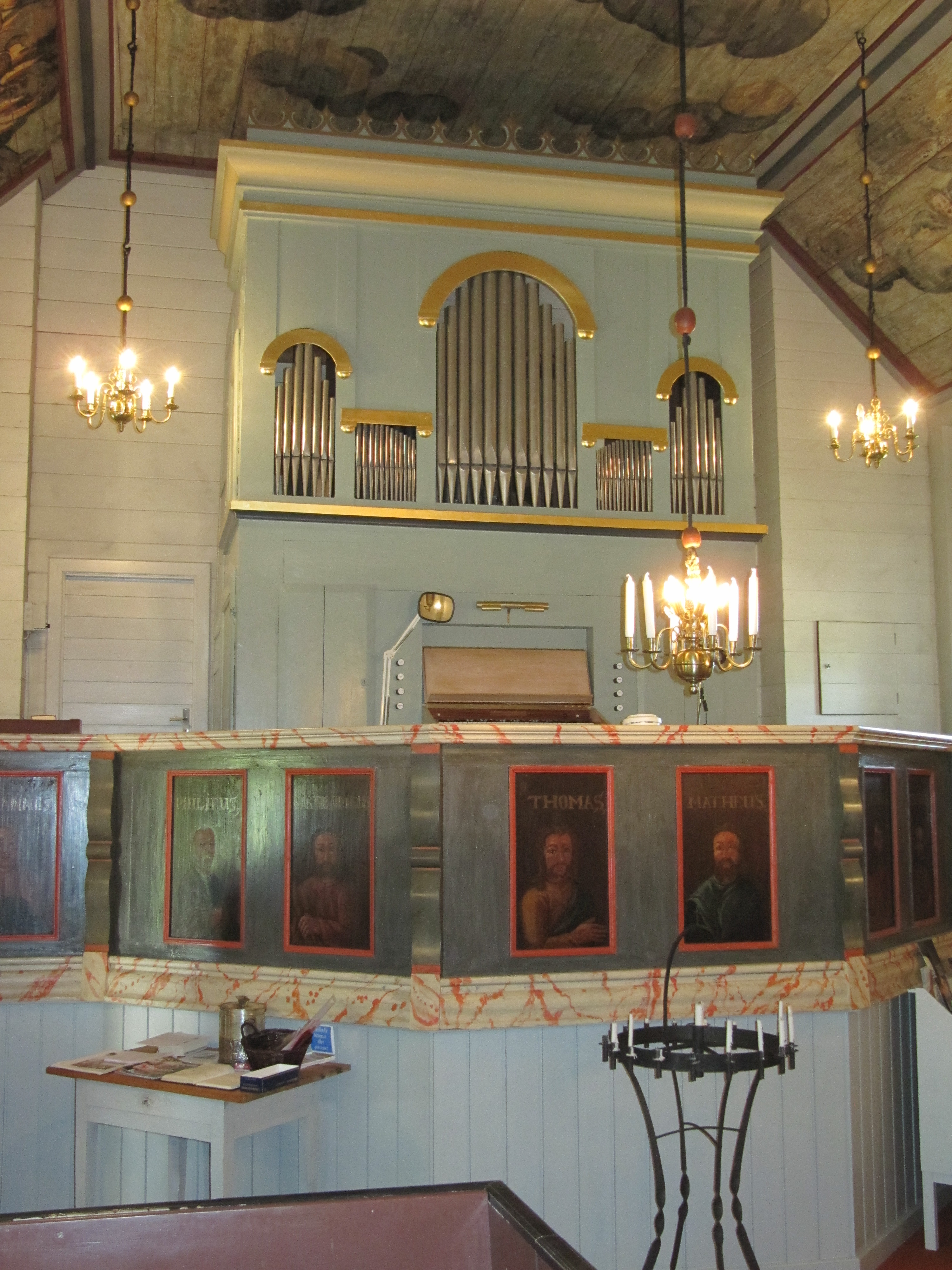
Orgel
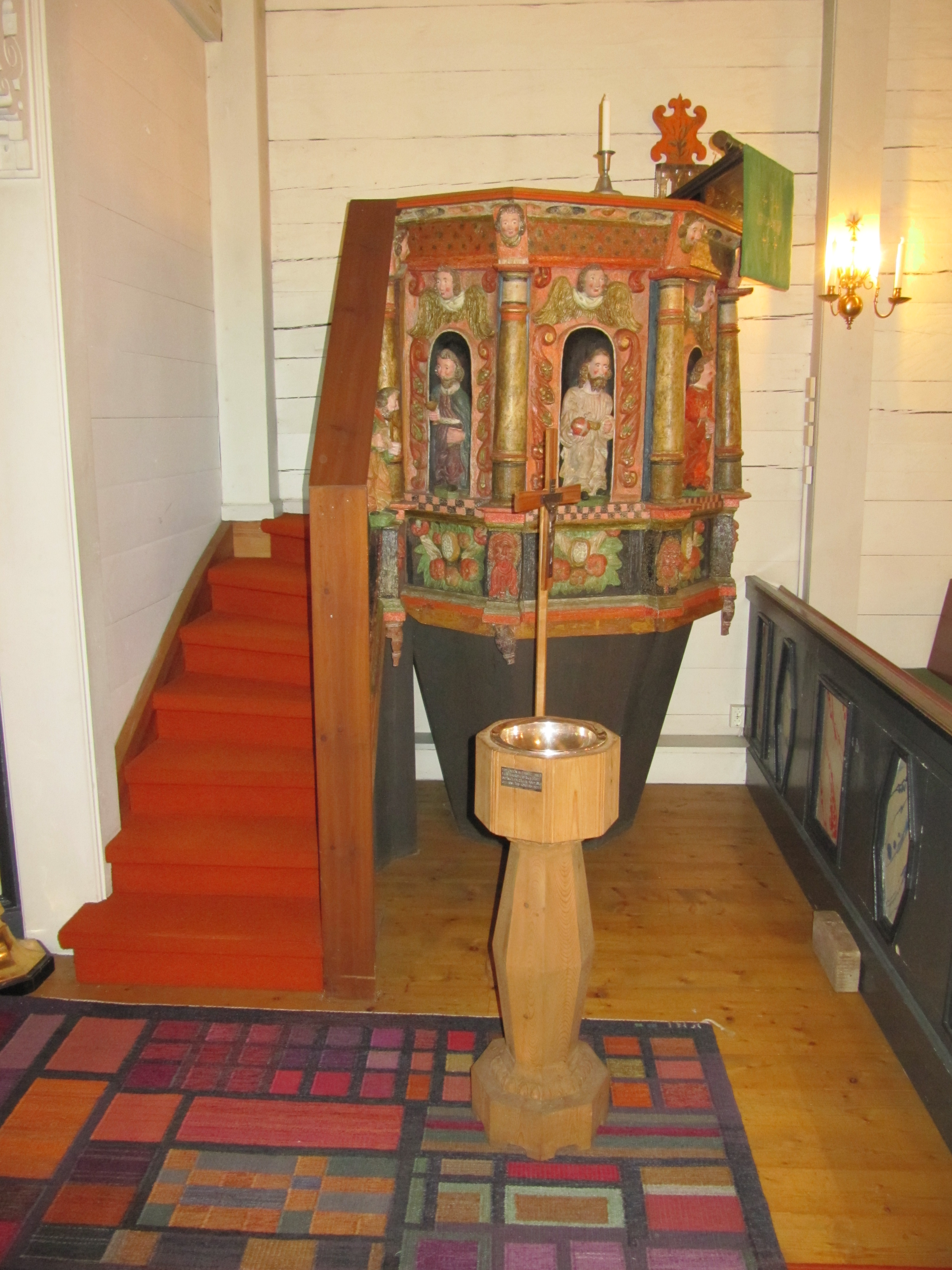
Predikstol och dopfunt
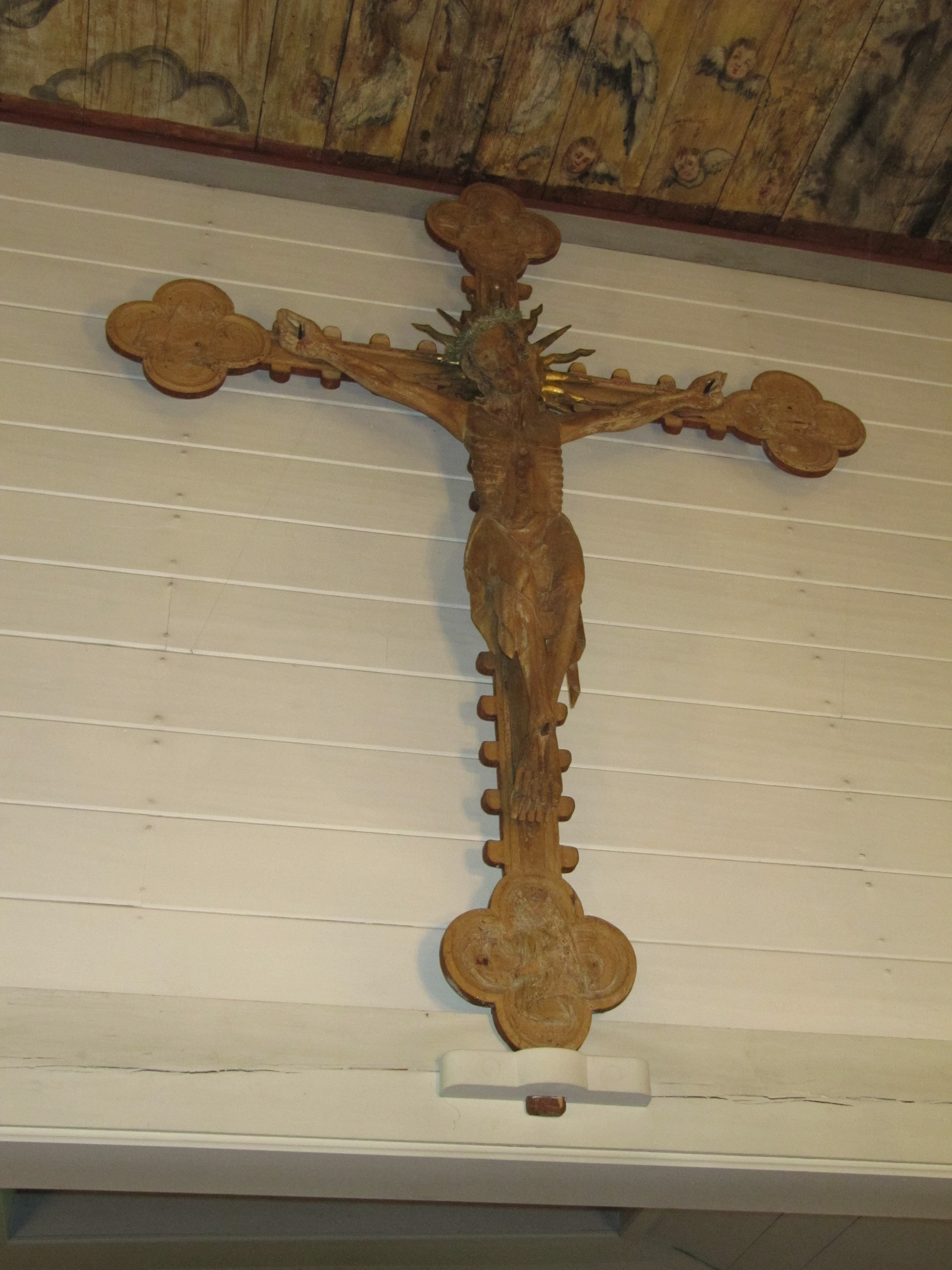
Triumfkrucifix
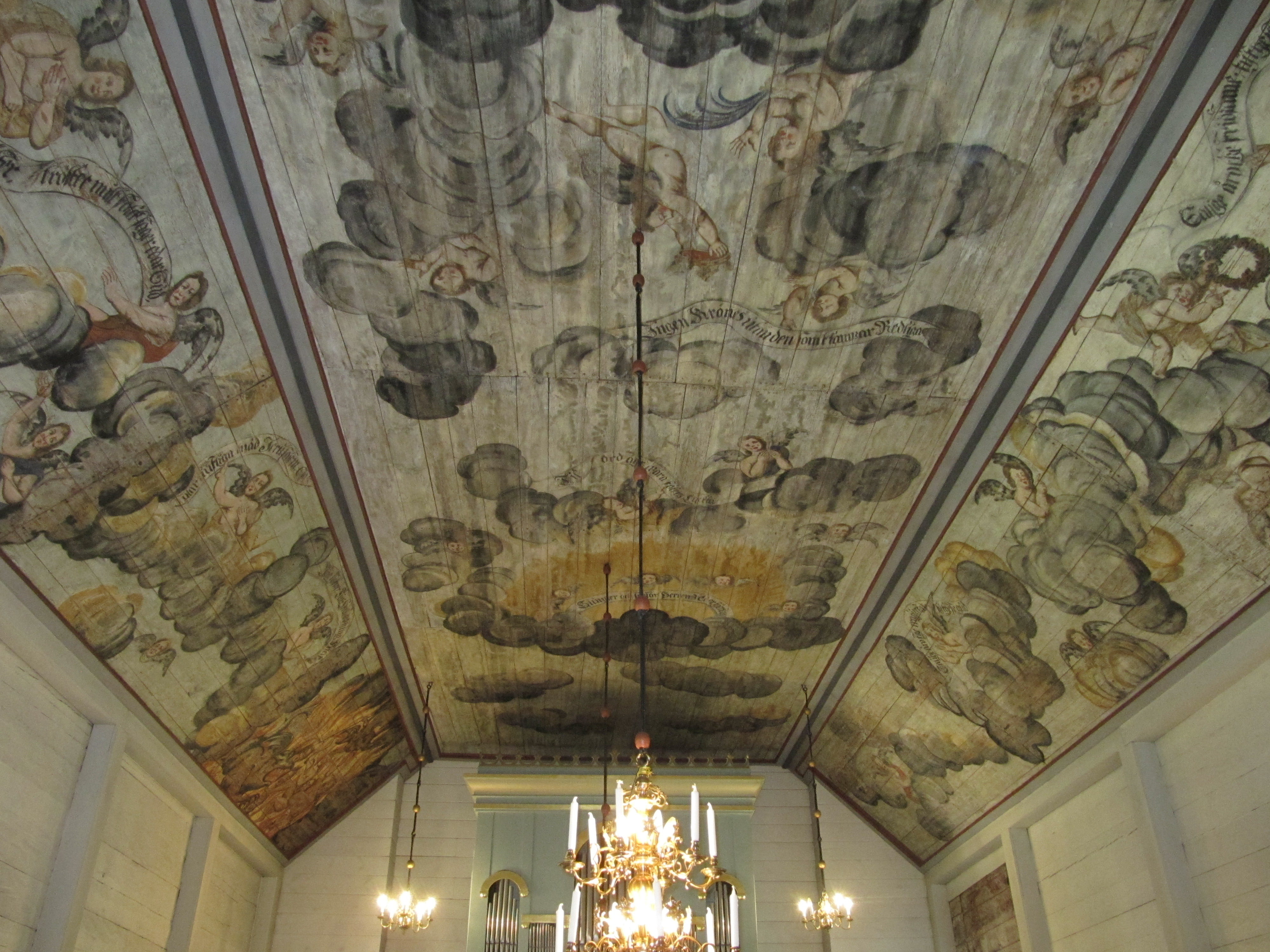
Takmålningar